# Impacto (novela)
Impacto (Impact en inglés) es una novela literaria de ciencia ficción escrita por Douglas Preston en 2010 y publicada por la editorial Forge Books el 5 de enero del mismo año.
La novela es el tercer trabajo de la serie "Wyman Ford" después de The Codex, Tyrannosaur Canyon y Blasphemy.

## Argumento
En un día de abril se produce un extraño suceso en tres lugares del mundo: un meteorito cae frente a las costas de la bahía de Muscongus, Maine sin producir movimientos sismológicos, en Camboya han descubierto una mina de minerales de origen extraterrestre mientras en California, un investigador muere asesinado tras descubrir extrañas anomalías sobre la superficie de Marte.
Wymand Ford, un agente del servicio científico del Gobierno estadounidense debe investigar uno de los sucesos: el de Camboya, donde sospechan que se está traficando con piedras conocidas como "mieles" y que pueden provocar cáncer.
Aparentemente los hilos argumentales no tienen ninguna conexión entre sí, sin embargo las tres tramas terminan coincidiendo cuando en su investigación recurre a la ayuda de Abbey Straw, una camarera de Maine aficionada a la astronomía y que estuvo buscando el meteorito tras llegar a la conclusión de que no cayó al océano como todos los residentes pensaban. No obstante, su misión se complica cuando caen involucrados en una trama respecto a un programa sustraído por parte de un científico asesinado de la agencia NPF que había descubierto una anómala actividad de rayos gamma en la superficie de Marte.